# 維利沙內 (盧甘斯克州)
49°52′19″N 38°29′39″E / 49.87194°N 38.49417°E
維利沙内（烏克蘭語：Вільшани）是位於烏克蘭東部的村莊，由盧甘斯克州斯瓦托韋區的洛茲諾-亞歷山德里夫卡市鎮負責管轄。該村始建於1450年，面積14.5平方公里，海拔高度154米，2001年人口141，人口密度每平方公里9.7人。